# Campionati mondiali di canoa/kayak slalom 1965
I noni Campionati mondiali di canoa/kayak di slalom si sono svolti a Spittal an der Drau (Austria).

## Podi

### Uomini
| Evento        | Oro                                        | Perform. | Argento                               | Perform. | Bronzo                                    | Perform. |
| Canoa         |                                            |          |                                       |          |                                           |          |
| C-1           | Germania Est Gert Kleinert                 |          | Cecoslovacchia Ludek Benes            |          | Germania Est Manfred Schubert             |          |
| C-1 a squadre | Cecoslovacchia                             |          | Germania Ovest                        |          | Germania Est                              |          |
| C-2           | Germania Est Günther Merkel Manfred Merkel |          | Cecoslovacchia Jiri Deji Zdenek Fifka |          | Svizzera Fernand Götz Wolfgang Klingebiel |          |
| C-2 a squadre | Cecoslovacchia                             |          | Jugoslavia                            |          | Germania Ovest                            |          |
| Kayak         |                                            |          |                                       |          |                                           |          |
| K-1           | Austria Kurt Presslmayr                    |          | Germania Est Eberhard Gläser          |          | Germania Ovest Uli Raysz                  |          |
| K-1 a squadre | Germania Ovest                             |          | Germania Est                          |          | Austria                                   |          |

### Misto
| Evento        | Oro                                               | Perform. | Argento                                     | Perform. | Bronzo                                     | Perform. |
| Kayak         |                                                   |          |                                             |          |                                            |          |
| C-2           | Cecoslovacchia Ludmilla Sirotková Vaclav Janousek |          | Cecoslovacchia Jirina Sedivec Josef Sedivec |          | Germania Est Erika Schönfeld Horst Wängler |          |
| C-2 a squadre | Germania Est                                      |          | Cecoslovacchia                              |          | Francia                                    |          |

### Donne
| Evento        | Oro                        | Perform. | Argento                     | Perform. | Bronzo                     | Perform. |
| Kayak         |                            |          |                             |          |                            |          |
| K-1           | Germania Est Ursula Gläser |          | Germania Est Lia Schilhuber |          | Germania Est Bärbel Körner |          |
| K-1 a squadre | Germania Est               |          | Cecoslovacchia              |          | Germania Ovest             |          |

## Medagliere
| Posizione | Paese          | Oro | Argento | Bronzo | Totale |
| --------- | -------------- | --- | ------- | ------ | ------ |
| 1         | Germania Est   | 5   | 3       | 4      | 12     |
| 2         | Cecoslovacchia | 3   | 5       | 0      | 8      |
| 3         | Germania Ovest | 1   | 1       | 3      | 5      |
| 4         | Austria        | 1   | 0       | 1      | 2      |
| 5         | Jugoslavia     | 0   | 1       | 0      | 1      |
| 6         | Francia        | 0   | 0       | 1      | 1      |
| 6         | Svizzera       | 0   | 0       | 1      | 1      |
| Totale    | Totale         | 10  | 10      | 10     | 30     |